# Інститут професійно-технічної освіти НАПН України
Інститут професійної освіти НАПН України — науково-дослідна установа Національної академії педагогічних наук України.

## Історія
Інститут було створено 20 квітня 2006 року за розпорядженням Кабінету Міністрів України № 160-р від 27 березня 2006 р. та постанови Президії АПН України №1-7/5-135 від 20 квітня 2006 р.) з метою проведення фундаментальних і прикладних досліджень, спрямованих на розв’язання актуальних теоретичних і методологічних проблем педагогіки і психології професійної (професійно-технічної) освіти.
Попри труднощі, пов’язані з об’єктивними структурними і кадровими змінами в системі освіти України, заклад вистояв, зберіг свої традиції і науковий потенціал та став нарощувати найважливішу складову економічної і соціальної безпеки держави – її людський капітал. Інститут зберіг свою структуру, не порушивши логіки функціонування і забезпечивши ефективність діяльності усіх структурних підрозділів.

## Наукова діяльність
Основні завдання:
- сприяти приведенню у відповідність до сучасного рівня науково-технічного прогресу та вимог ринку праці змісту, форм та засобів навчання у системі професійно-технічної освіти;
- впроваджувати в навчально-виробничий процес інноваційні педагогічні і виробничі технології;
- розробляти навчально-методичне забезпечення для освітнього процесу в професійно-технічних навчальних закладах.

## Структура Інституту
- лабораторія зарубіжних систем професійної освіти і навчання
- лабораторія професійної кар'єри
- лабораторія дистанційного професійного навчання
- лабораторія електронних навчальних ресурсів
- лабораторія науково-методичного супроводу підготовки фахівців у коледжах і технікумах

## Фахові періодичні видання Інституту
- Професійна педагогіка (Категорія Б) Випускається
- Професійна освіта: проблеми і перспективи (Останній випуск – №14 (2018))
- Модернізація професійної освіти і навчання: проблеми, пошуки і перспективи (Останній випуск – №5 (2014))
- Теорія і методика професійної освіти (Останній випуск – №5 (2018))
- Професійне навчання на виробництві (Останній випуск – №6 (2015))